# Centurion (carro armato)
Il Centurion è un carro armato (inizialmente definito erroneamente come carro armato incrociatore) inglese sviluppato nella seconda guerra mondiale e prodotto tra il 1945 e il 1962.

## Storia
Il carro incrociatore A41, successivamente ribattezzato Centurion, venne sviluppato nell'ultima parte della seconda guerra mondiale, con i primi esemplari che fecero in tempo a partecipare a qualche scaramuccia. Il vero e proprio battesimo del fuoco lo si ebbe all'epoca della Guerra di Corea. Successivamente fu impiegato dagli australiani in Vietnam, ma l'impiego operativo più diffuso spetta agli israeliani, che lo hanno successivamente trasformato nel carro Sho't; mentre l'Olifant sudafricano, impegnato nel 1988 in Angola, è una versione migliorata. La causa della diffusione e longevità di questo MBT sta nella capacità di poter essere migliorato con un armamento sempre più potente e una protezione migliore. Si partì con un cannone Ordnance QF 17 lb da 76,2 mm ma la svolta decisiva la si ebbe con l'introduzione in servizio dell'ottimo pezzo Royal Ordnance L7 da 105/51 mm della Vickers, capace di sparare i nuovi colpi HESH, destinato a diventare il pezzo di riferimento dei carri occidentali. In seguito il carro venne sempre aggiornato, in particolare nel propulsore e nei sistemi per la condotta del tiro.
Il Centurion è un MBT di concezione assolutamente classica, ma, complessivamente, fin dall'inizio si rivelò un buon mezzo, salvo che per le prestazioni del motore a benzina, un Rolls-Royce Meteor. L'ampio spazio a bordo ha consentito di apportare numerose modifiche in tutti i settori, con risultati indubbiamente buoni. Molto numerosi sono stati anche i mezzi derivati. Da notare come l'Austria abbia acquistato torrette di questo carro per realizzare postazioni fisse, essendo il numero degli MBT concessi dal trattato di pace fortemente limitato. I modelli, realizzati da quattro fabbriche differenti nel Regno Unito, sono stati i Mk 1, 2, 3, 5, 7, 8, 9 e 10 con relative sottoversioni, per un totale di 4423 mezzi, tra il 1945 e il 1963. Attualmente restano in servizio in Danimarca, Giordania, Singapore e Svezia.

## Impiego operativo

### Regno Unito
I primi 6 prototipi prodotti sono salpati alla volta del Belgio il 14 maggio 1945 e 5 giorni dopo iniziarono a muoversi verso Gribbohm, in Germania. Durante il tragitto vennero sottoposti a prove di mobilità su strada e fuori strada e a prove di sparo.
I primi Centurion di serie vennero consegnati nel dicembre 1946 al 5th Royal Tank Regiment della 7th Armoured Brigade, allora stanziato ad Hamm. Entro la fine del 1948 anche il 1st Royal Tank Regiment e il 5th Royal Inniskilling Dragoon Guards della 7th Armoured Brigade ricevettero i Centurion. Oltre alla Germania, i primi Centurion vennero schierati anche ad Hong Kong e ad Aden.
Il battesimo del fuoco del Centurion è avvenuto durante la guerra di Corea. Il 14 novembre 1950 i primi Centurion Mk 3 del 8th King's Royal Irish Hussars, originariamente destinati all'Australia ma dirottati ai Royal Armoured Corps, sono sbarcati a Busan e dopo pochi giorni hanno ottenuto la prima vittoria di un Centurion distruggendo, vicino a Seul, un Cromwell catturato dalle truppe nordcoreane. Ad aprile 1951 i Centurion guadagnarono notorietà per avere partecipato alla battaglia del fiume Imjin coprendo con successo la ritirata della 29th Infantry Brigade. In Corea vennero dispiegati anche i Centurion ARV in sostituzione dei Churchill da recupero e le loro prestazioni vennero definite eccellenti. Nel corso della guerra il Centurion si dimostrò superiore ai T-34/85 ma soffrì di un fondo dello scafo debole, che veniva facilmente deformato anche da mine antiuomo.
A novembre 1956 i Centurion del 1st Royal Tank Regiment e del 6th Royal Tank Regiment sono stati dispiegati in Egitto durante l'intervento britannico nella crisi di Suez. I Centurion contribuirono alla cattura di Porto Said prima della firma del cessate il fuoco. I Centurion sono stati utilizzati anche durante l'emergenza di Aden.
Durante l'operazione Motorman in Irlanda del Nord nel 1972, 4 Centurion AVRE del 26 Armoured Engineer Regiment sono stati utilizzati per distruggere barricate a Derry.
Nel 1982 due Centurion BARV sono stati utilizzati nella guerra delle Falkland.
Nel corso della guerra del Golfo il 32 Armoured Engineer Regiment venne dispiegato con 12 Centurion AVRE. Tre vennero persi in addestramento a causa di incendi ed esplosione di munizioni, uno il 5 febbraio e due il giorno successivo.

### Sudafrica
Nel 1952 il Sudafrica acquistò 203 Centurion Mk 3 e Mk 5 oltre a 17 Centurion ARV Mk II, che entrarono in servizio tra il 1955 e il 1958. La strategia del Sudafrica era quella di assistere le forze armate britanniche e altri membri del Commonwealth in caso di guerra in Medio Oriente o nell'Africa anglofona ma dopo l'espulsione del Sudafrica dal Commonwealth nel 1961 le priorità si concentrarono sulla sicurezza interna e sulla diversificazione degli armamenti. Di conseguenza, 100 Centurion e 11 ARV sono stati venduti alla Svizzera nello stesso anno mentre i Centurion rimanenti vennero relegati a ruoli di riserva a causa della carenza di parti di ricambio e della tendenza a surriscaldarsi nel clima africano.
A partire dal 1968 il Sudafrica iniziò l'aggiornamento dei suoi Centurion. Il primo tentativo, denominato Skokiaan, prevedeva l'adozione di un motore Detroit Diesel V71 da 500 hp, sostituito nel 1973 da un motore Continental AV1790-8 a benzina prima che il progetto venisse interrotto nel 1974 a causa dell'elevato consumo di carburante che riduceva il raggio d'azione del carro. In totale vennero realizzati 3 prototipi e vennero convertiti altri 8 Centurion come soluzione provvisoria per fronteggiare la minaccia posta dai carri di produzione sovietica; 9 Skokiaan vennero schierati sul confine angolano nel 1976.
Dalla seconda metà degli anni '70 il Sudafrica rinforzò i reparti corazzati acquistando centinaia di scafi di Centurion dalla Giordania e dall'India; l'embargo sulla vendita di armi imposto nel 1977 impedì al Sudafrica di acquistare torrette e armamenti. Il governo sudafricano creò la Olifant Manufacturing Company per ammodernare i Centurion sotto il progetto Semel. A partire dal 1974 vennero prodotti 35 Semel dotati di una versione modificata del motore Continental e un sistema di puntamento modificato. Nel 1976 venne emesso il requisito per aggiornare i Centurion per estenderne la vita operativa e permettergli di confrontarsi con i T-54 e T-55 presenti in Angola. I primi tre prototipi, aggiornati con il supporto israeliano, vennero consegnati da OMC tra il 1976 e il 1978 e in totale 153 Centurion sono stati convertiti a Olifant Mk 1 e tre ARV sono stati convertiti in Olifant ARV tra il 1979 e il 1984. A partire dal 1983 entrò in produzione la variante Mk 1A, caratterizzata da un nuovo sistema di puntamento, che venne consegnata in 79 esemplari a partire dal 1985. 13 Mk 1A sono stati immediatamente schierati sul confine angolano per rinforzare la fanteria meccanizzata sudafricana, supportata solamente da Eland e Ratel-90. Nel 1990 vennero consegnati i primi prototipi di Olifant Mk 1B, progettato per contrastare i T-62 in Angola e dotato di miglioramenti alla corazzatura e al motore. A partire dal 2005 l'Olifant Mk 1B ha iniziato ad essere sostituito dal Mk 2, caratterizzato da un nuovo sistema di puntamento.

### Europa
Nel 1953 gli Stati Uniti acquistarono per Danimarca e Paesi Bassi, attraverso il Mutual Defence Assistance Program, rispettivamente 216 e 592 Centurion per potere fronteggiare la crescente minaccia del Patto di Varsavia e per creare una forza di deterrenza. A partire dal 1952 i Centurion vennero impiegati dal reparto del Canadian Army dispiegato a rotazione in Germania.

### Svezia
Alla fine della seconda guerra mondiale risultava chiaro che la varietà di carri in servizio nell'esercito svedese, oltre ad essere obsoleta, costituiva un grosso problema logistico. Il Kungliga Arméförvaltningens Tygavdelning (KAFT), l'ufficio armamenti del servizio amministrativo dell'esercito, dopo apposito studio, concluse che la soluzione più conveniente era l'acquisto del Centurion Mk 3 di nuovo sviluppo, sufficientemente moderno e con un buon margine di sviluppo per potenziamenti futuri. Venne inviata una richiesta di offerta alla Gran Bretagna, ma la risposta fu che non sarebbe stato possibile evadere eventuali ordini prima della fine delle consegne di carri per il British Army, che avrebbero impegnato da cinque a quindici anni. Nel 1951 il KAFT venne incaricato di sviluppare un progetto alternativo nazionale, l'Emil. Parallelamente vennero intavolate trattative con i Francesi per l'acquisto dell'AMX-13.

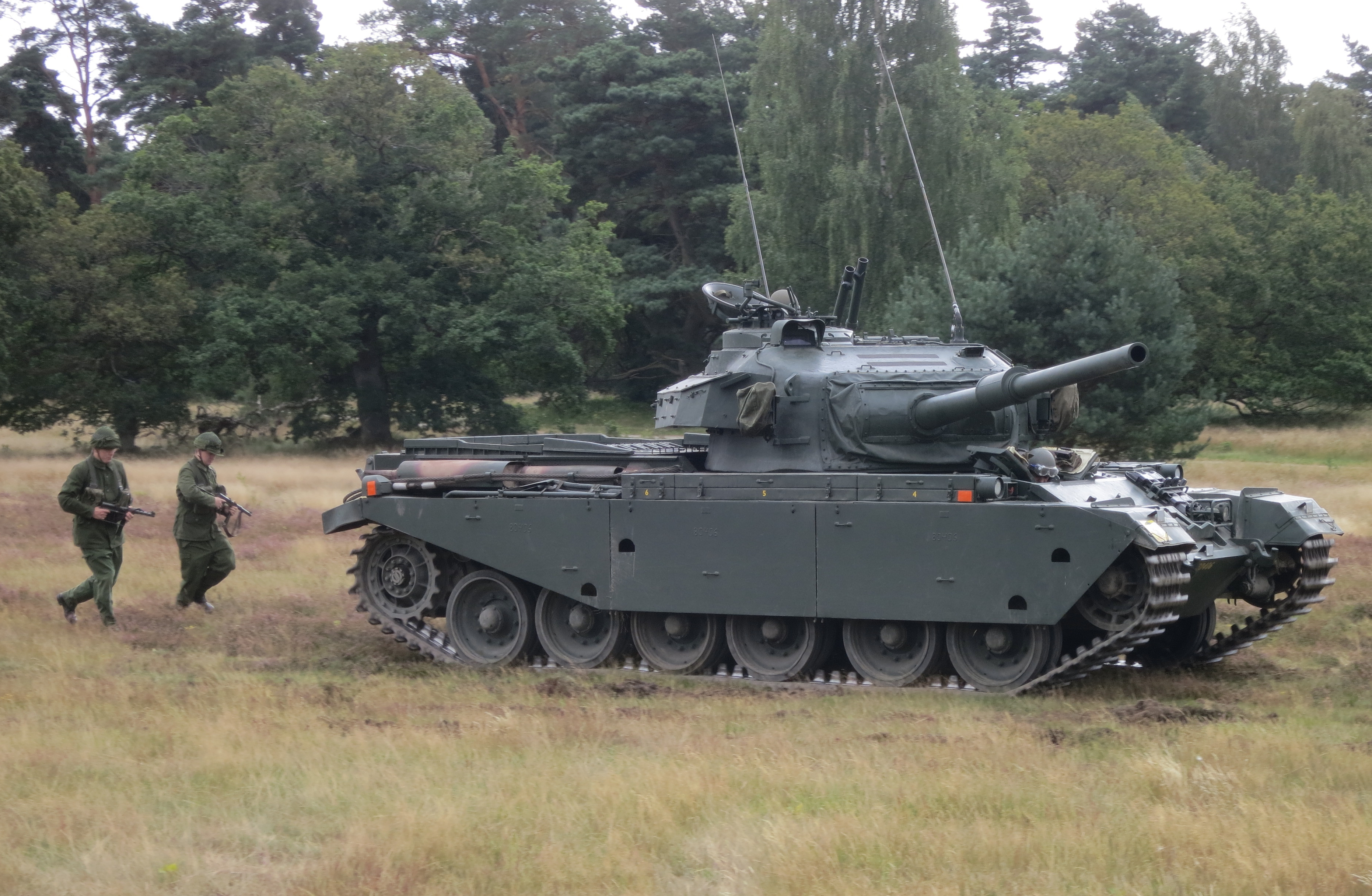
Un Strv 102 svedese

La posizione britannica mutò nel dicembre 1952 a causa della necessità di incrementare l'export per far fronte alla penuria di valuta estera. La Gran Bretagna offrì la vendita immediata dei Centurion. Il ministro della difesa Torsten Nilsson piazzò un ordine di 80 Mk 3, che venne designato Stridsvagn 81 (Strv 81), con consegna iniziale in aprile 1953. Nel 1955 la Svezia ordinò 160 Centurion Mk 5, che mantennero la denominazione Strv 81, seguito nel 1960 da un ulteriore ordine di 110 Centurion Mk 10, denominati Stridsvagn 101 (Strv 101). I Centurion, insieme allo Stridsvagn 103, hanno costituito la spina dorsale delle brigate corazzate svedesi per diverse decadi. I Mk 3 e Mk 5 vennero aggiornati con un cannone da 105 mm negli anni sessanta, diventando così Stridsvagn 102.
Tra il 1983 e il 1987 i carri subirono l'ammodernamento di mezza vita, che includeva anche sistema di visione notturno, sistema di puntamento, telemetro laser, sistema di stabilizzazione del cannone migliorato, manicotto termico per la canna, sistema di evacuazione dei gas di sparo e corazzatura reattiva sviluppata dalla svedese Försvarets Fabriksverk (FFV). 80 Strv 102 vennero rimotorizzati nei primi anni ottanta con propulsore diesel Continental e trasmissione Allison, ridenominati Stridsvagn 104.
In seguito a prove comparative con T-72, Leclerc, M1A1 e Leopard 2, nel corso degli anni novanta l'esercito svedese dismise gradualmente i propri Centurion e Strv 103, sostituiti da Stridsvagn 121 e Stridsvagn 122.

### India
L'India utilizzò i suoi Centurion per la prima volta in combattimento nella guerra indo-pakistana del 1965. Nella battaglia di Asal Uttar sei reggimenti corazzati pakistani principalmente composti da M47 e M48 Patton fronteggiarono tre reggimenti corazzati indiani, di cui uno composto da 45 Centurion Mk 7. In questa battaglia il Centurion si dimostrò superiore per potenza di fuoco e corazzatura rispetto ai corazzati statunitensi.

### Egitto
Allo scoppio della guerra dei sei giorni l'Egitto aveva stanziato nella penisola del Sinai 30 Centurion, che sono stati tutti distrutti o catturati da Israele durante il conflitto. Nella guerra del Kippur l'Egitto catturò 35 Centurion e Sho't israeliani, anche se i Centurion in servizio nell'esercito egiziano erano già stati largamente sostituiti con carri armati di produzione sovietica.

### Giordania
Nella guerra dei sei giorni il 10º reggimento corazzato indipendente giordano era equipaggiato con 44 Centurion Mk 5 e venne schierato inizialmente sulla sponda est del fiume Giordano e venne spostato in seguito nella zona di Hebron per congiungersi con le forze armate egiziane. Circa 30 Centurion giordani sui 90 in servizio sono stati catturati dalle forze armate israeliane, oltre a 25 Centurion catturati a Hebron.
Nel corso del settembre nero in Giordania le forze armate giordane schierarono 200 Centurion contro le forze armate siriane e le forze palestinesi. Un numero tra 75 e 90 Centurion è stato perso e alcuni sono stati catturati dai palestinesi. Nel 1973 la Giordania utilizzò nuovamente i suoi Centurion nella guerra del Kippur.

### Israele
Allo scoppio della guerra dei sei giorni nel 1967 le forze di difesa israeliane disponevano di 293 tra Centurion e Sho't su un totale di 385 carri armati. Progressivamente tutti i Centurion in servizio nelle forze di difesa israeliane sono state aggiornati a Sho't installandovi un cannone Royal Ordnance L7 da 105 mm e un motore diesel Continental.

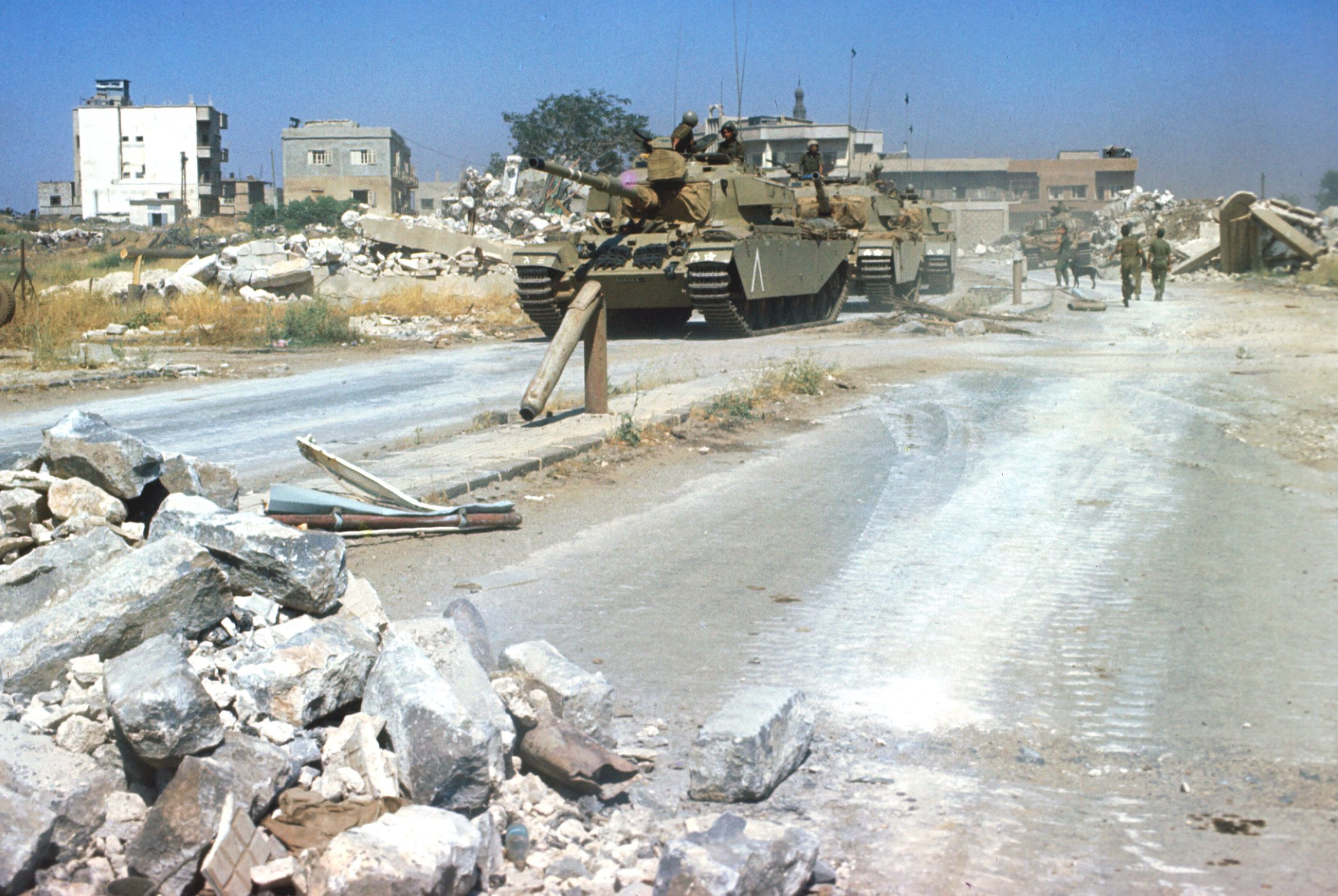
Sho't israeliani nella guerra del Kippur

Nel 1973, nella battaglia della Valle delle Lacrime sulle alture del Golan, 105 Sho't Kal della 7ª Brigata corazzata "Saar mi-Golan" e 20 Sho't della 188ª Brigata corazzata "Barak" fermarono l'avanzata di oltre 500 T-55 e T-62 siriani. Durante la guerra del Kippur Israele perse 1 063 carri armati, di cui più della metà di questi Centurion e Sho't: 35 sono stati catturati dall'Egitto, 4 dalla Giordania e altre dozzine da Iraq e Siria. La Giordania perse 33 Centurion, 18 di cui distrutti. Durante la guerra del Libano Israele schierò per la prima volta degli Sho't con corazza reattiva Blazer. Nel corso del conflitto sono stati messi fuori combattimento 21 Sho't, di cui 8 distrutti. Gli Sho't sono stati ritirati dal servizio a partire dagli anni '80, venendo rimpiazzati dai Merkava, e vennero completamente dismessi all'inizio degli anni 2000. La maggior parte degli Sho't dismessi è stato convertito in veicoli trasporto truppe Nagmasho't, Nagmachon e Nakpadon e in veicoli da supporto del genio Puma. Uno scafo è stato utilizzato per costruire un prototipo di lanciarazzi multuplo MAR-290, che non ha avuto seguito.

### Australia
Nel 1967 il governo australiano, nonostante le critiche del parlamento, inviò uno squadrone di Centurion nel Vietnam del Sud per rinforzare i reparti corazzati dispiegati, allora composti solo da M113 che avevano difficoltà a muoversi nella giungla. I primi Centurion dello squadrone C del 1st Armoured Regiment arrivarono in Vietnam del Sud il 24 febbraio 1968 e vennero stanziati nei pressi di Bà Rịa. Il Colonnello Donald Dunstan, comandante della 1st Australian Task Force in sostituzione del generale Ronald Laurence Hughes temporaneamente assente, ordinò il dispiegamento dei Centurion presso le basi di fuoco Coral e Balmoral. I Centurion dispiegati si rivelarono di fondamentale aiuto durante la battaglia di Coral-Balmoral nel maggio 1968. Dopo la battaglia di Coral-Balmoral venne formato un terzo troop di Centurion che comprendeva anche due bulldozer. A settembre 1968 lo squadrone C era composto da 4 troop ciascuno equipaggiato con 4 Centurion. Entro il 1969 si sono alternati lo squadrone C del 1st Armoured Regiment, lo squadrone B del 3rd Cavalry Regiment, lo squadrone A del 1st Armoured Regiment e lo squadrone B del 1st Armoured Regiment. In tre anni e mezzo di dispiegamento l'Australian Army ha schierato complessivamente 58 Centurion: di questi 42 sono stati danneggiati, 6 in maniera irreparabile, e 2 carristi sono stati uccisi in combattimento.

## Varianti

### Prototipi

#### Modelli pilota
- P1-P5: armati con un cannone Ordnance QF 17 lb da 76,2 mm, un cannone Polsten da 20 mm coassiale e una BSA Besa sul retro della torretta; il P5 è stato dotato di una trasmissione automatica Sinclair-Meadows Powerflow SSS a 4 rapporti avanti e 3 rapporti in retromarcia, scartata a causa di problemi di affidabilità[33]
- P6-P10: armati con un QF 17 lb e un cannone Polsten coassiale e con un portello sul retro della torretta[33]
- P11-P15: armati con un QF 17 lb e una BSA Besa coassiale[33]
- P16-P20: armati con un cannone 77 mm HV e una BSA Besa coassiale[33]

#### Sviluppi
- FV4004 Conway: prototipo di semovente d'artiglieria basato sul Centurion Mk 3 con un cannone Royal Ordnance L1 da 120 mm, costruito in un unico esemplare prima dell'abbandono del progetto nel 1951[34]
- FV 3802: prototipo di semovente d'artiglieria armato con un Ordnance QF 25 lb da 88 mm pronto nel 1954 ma abbandonato nel 1956 a favore del FV 3805[34]
- FV 4005: prototipo di cacciacarri con un cannone L4 da 183 mm derivato dal BL 7.2 inch, sviluppato a partire dal 1950 e cancellato nel 1957[35]
- FV 3805: prototipo di semovente d'artiglieria con motore anteriore e armato con un BL 5.5 inch Medium Gun da 140 mm abbandonato nel 1960 a favore del FV433 Abbot SPG[34]
- FV 4008 Duplex Drive Amphibious Landing Kit: prototipo di Centurion con eliche e teloni di galleggiamento, sostituiti negli anni '60 da pannelli fissi prima dell'abbandono definitivo del progetto
- FV 4010: prototipo costruito in 3 esemplari di cacciacarri armato con un missile anticarro Hornet Malkara

### Versioni di produzione
- Mk 1: armato con un Ordnance QF 17 lb da 76,2 mm e una BSA Besa da 7,92 mm brandeggiabile, torretta saldata dotata di portelli posteriori
- Mk 2: corazzatura dello scafo aumentata, torretta completamente realizzata in fusione, nuova cupola del comandante e motore Mercury 4A da 600 hp
- Mk 3: versione in produzione dal 1948 con motore Mercury 4B da 620 hp, armato con un Ordnance QF 20 lb da 84 mm stabilizzato e scafo accorciatoUn Centurion Mk 3 al Base Borden Military Museum

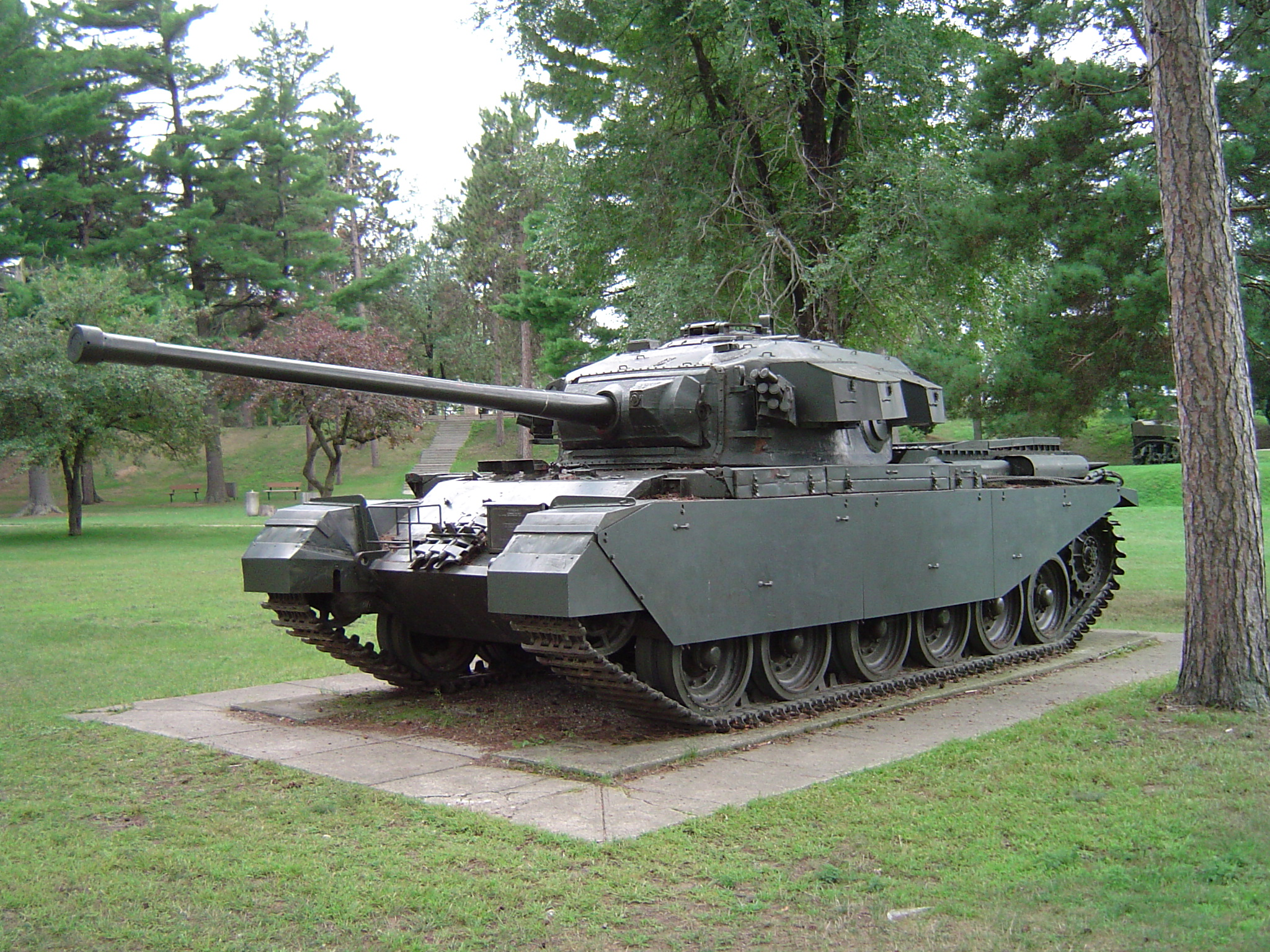
Un Centurion Mk 3 al Base Borden Military Museum

- Mk 4: progetto non prodotto per un carro armato per fanteria con un Ordnance QF 95 mm
- Mk 5: due mitragliatrici Browning M1919 in sostituzione della Besa e sopra la cupola del comandante, sportelli posteriori della torretta rimossi, sistema di puntamento modificato e tetto della torretta riprogettato, in servizio dal 1955
- Mk 5/1: corazzatura frontale dello scafo aumentata e una Browning M2 coassiale in aggiunta alla M1919
- Mk 5/2: armato con un cannone Royal Ordnance L7 da 105 mm
- Mk 6: Mk 5 e Mk 5/1 aggiornati con un L7
- Mk 6/1: Mk 6 aggiornato con una luce da ricerca a infrarossi
- Mk 6/2: Mk 6/1 con una mitragliatrice da 12,7 mm per l'aggiustamento del tiro nel mantelletto
- Mk 7: vano motore modificato per ospitare più munizioni e un terzo serbatoio di carburante, armato con un Ordnance QF 20 lb con estrattore di fumi, sviluppato dal 1952
- Mk 7/1: Mk 7 con miglioramenti alla corazzatura
- Mk 7/2: Mk 7 con un cannone L7
- Mk 8: mantelletto modificato e nuova cupola del comandante, armato con un Ordnance QF 20 lb e in produzione dal 1955
- Mk 8/1: Mk 8 con corazzatura aumentata sulla parte frontale dello scafo in produzione dal 1956
- Mk 8/2: Mk 8 con un cannone L7
- Mk 9: Mk 7/2 con corazzatura migliorata, prodotto in un esemplare nel 1959
- Mk 9/1: Mk 9 con equipaggiamento da combattimento e di guida a infrarossi
- Mk 9/2: Mk 9 con una mitragliatrice da 12,7 mm per l'aggiustamento del tiro
- Mk 10: Mk 8 con un cannone L7, miglioramenti alla corazzatura e maggiore capacità di munizioni
- Mk 10/1: Mk 10 con equipaggiamento da combattimento a infrarossi
- Mk 10/2: Mk 10 con una mitragliatrice da 12,7 mm per l'aggiustamento del tiro
- Mk 11: Mk 6 con equipaggiamento a infrarossi e mitragliatrice per l'aggiustamento del tiro
- Mk 12: Mk 9 con equipaggiamento infrarosso e mitragliatrice per l'aggiustamento del tiro
- Mk 13: Mk 10 con equipaggiamento infrarosso e Browning M2 di aggiustamento del tiro

### Versioni specializzate
- FV 4002 Centurion Bridgelayer: veicolo gettaponte su scafo di Centurion Mk 5 con un ponte rigido
- FV 4003 Centurion Mk 5 AVRE: Armoured Vehicle Royal Engineers con un cannone da demolizione da 165 mm con munizioni High Explosive Squash Head e una pala meccanica o un aratro da sminamento[36]Un Centurion Mk 5 AVRE al The Tank Museum

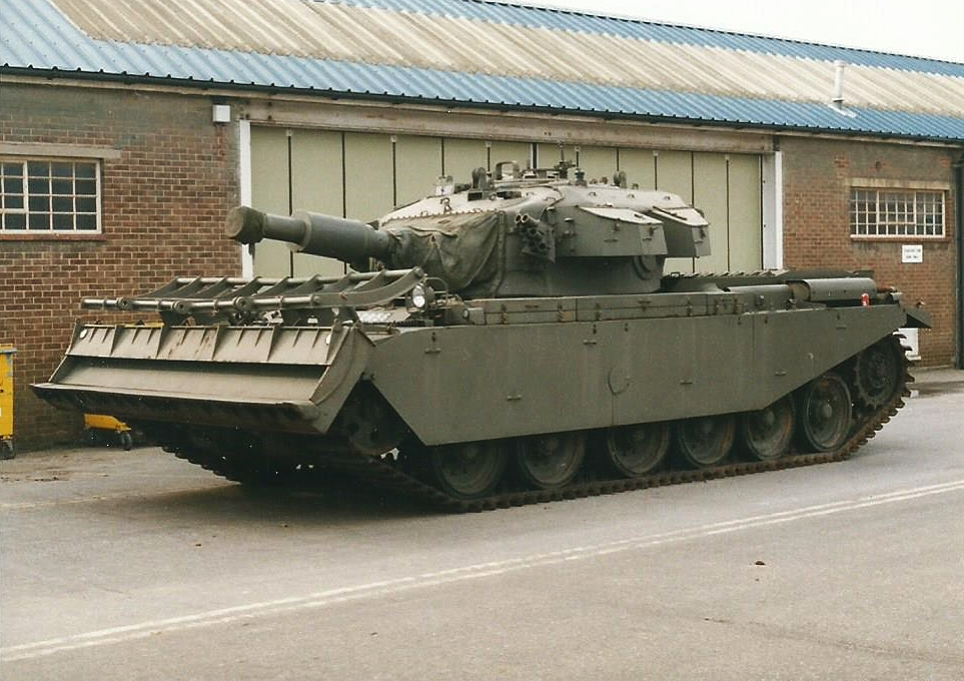
Un Centurion Mk 5 AVRE al The Tank Museum

- FV 4013 Centurion ARV Mk 1: veicolo corazzato da recupero su scafo di Centurion Mk 1 o Mk 2 dotato di un verricello a motore diesel in una sovrastruttura, prodotto in circa 180 esemplari a partire dal 1951[37]
- FV 4006 Centurion ARV Mk 2: veicolo corazzato da recupero su scafo di Centurion Mk 1, Mk 2 o Mk 3 dotato di un verricello a motore diesel-elettrico in una sovrastruttura e armato con una mitragliatrice da 7,62 mm, in servizio dal 1956[38]
- FV 4016 Centurion ARK: veicolo gettaponte su scafo di Centurion Mk 5 con una passerella integrale allo scafo e due rampe abbattibili
- FV 4018 Centurion BARV: veicolo corazzato da recupero per operazioni anfibie
- FV 4019 Centurion Bulldozer: Centurion Mk 5 con una pala meccanica identica a quella del Centurion AVRE
- FV 4203 Centurion Mk 12 AVRE: esemplari da osservazione d'artiglieria convertiti in Armoured Vehicle Royal Engineers a inizio anni '80 con un cannone L7 da 105 mm con sole munizioni High Explosive Squash Head e una pala meccanica o un aratro da sminamento

### Danimarca
- Centurion Mk 5, 2: 106 Mk 5 aggiornati a partire dal 1964 con un cannone L7A1 da 105 mm e con una MG3 al posto della mitragliatrice Browning coassiale[39]
- Centurion Mk 5, 2 DK: 90 Mk 5, 2 aggiornati dal 1985 con ottiche per la visione notturna e telemetro laser[39]

### Giordania
- Tariq: aggiornamento con un sistema di puntamento SABCA con telemetro laser e sensore di vento, nuovo sistema di rotazione della torretta, nuovo sistema di stabilizzazione del cannone, motore Continental AV1790 e sospensioni idro-pneumatiche[40]

### Israele
- Sho't: esemplari dell'esercito israeliano aggiornati con un cannone L7 da 105 mm e aggiornati progressivamenteSho't Meteor in parata a Gerusalemme nel 1968

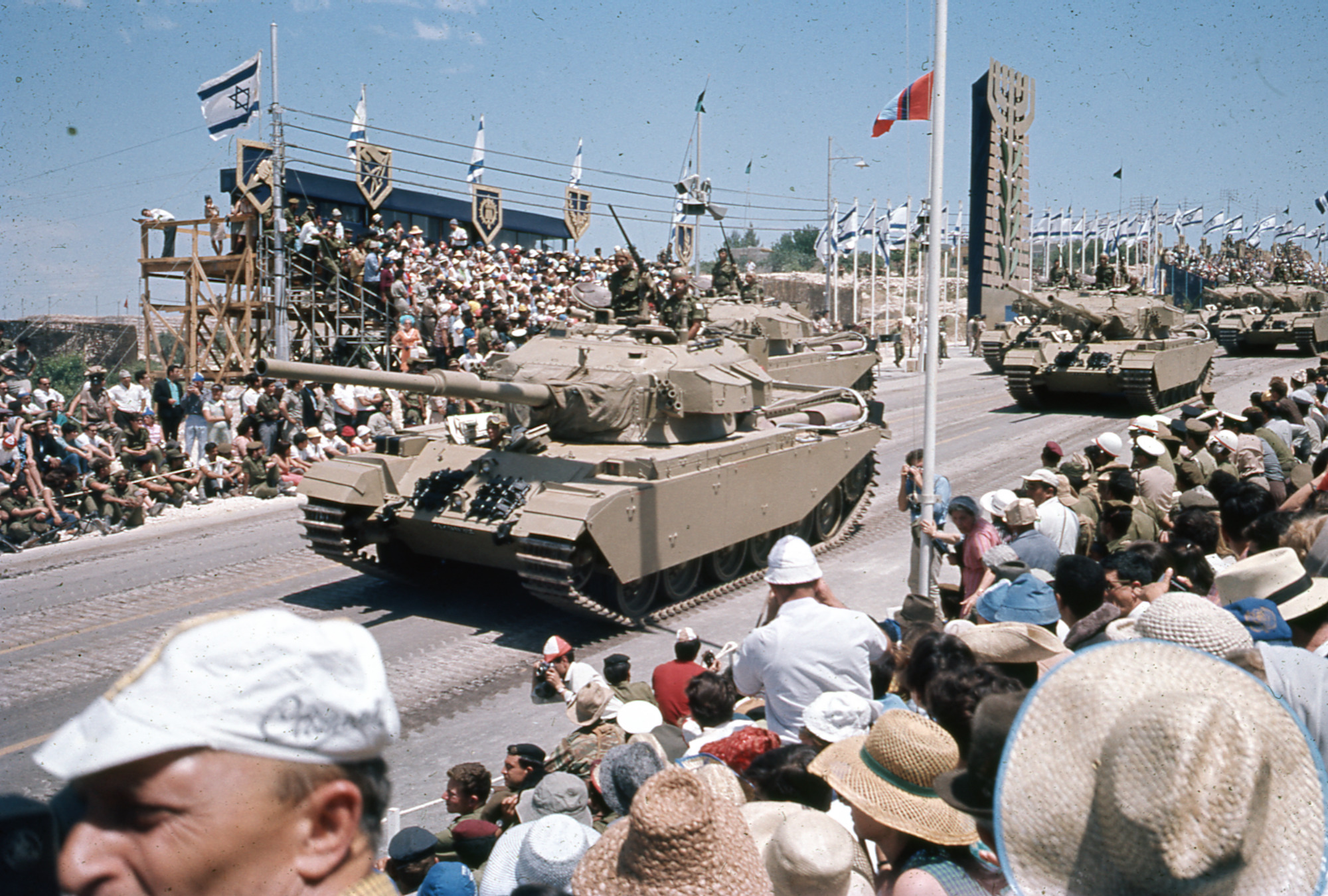
Sho't Meteor in parata a Gerusalemme nel 1968

  - Sho't Meteor: aggiornamento dei Centurion Mk 3, Mk 5 e Mk 8 con un serbatoio di carburante esterno aggiuntivo e una Browning M2 sulla cupola del comandante, in servizio dal 1963[41]
  - Sho't Kal Alef: aggiornamento con un motore Continental AVDS1790-2AC, trasmissione Allison CD-850-6A, nuovo sistema di puntamento, M1919 al posto della M2 sulla cupola del comandante e senza lanciagranate fumogene, in servizio dal 1960[41]
  - Sho't Kal Bet: aggiornamento del 1975 con una Browning M1919 per il servente e supporti per la corazza reattiva, alcuni hanno ricevuto un nuovo sistema idraulico della torretta
  - Sho't Kal Gimel: aggiornamento del 1979 con un motore Continental AVDS1790-2AG, nuovo alternatore, corazza reattiva Blazer, lanciagranate fumogene, nuovo sistema di stabilizzazione, sistema di generazione di fumo nel motore e completamento dell'installazione della nuova idraulica della torretta
  - Sho't Kal Dalet: aggiornamento del 1984 con un nuovo manicotto termico sul cannone L7, mitragliatrici FN MAG al posto delle Browning e nuovo sistema di puntamento
- IDF Puma: veicolo da combattimento del genio su scafo degli Sho't
- Nagmashot, Nagmachon, Nakpadon: veicoli trasporto truppe basati sullo scafo degli Sho't

### Paesi Bassi
- Centurion Mk 5 NL, Centurion Mk 5/2 NL: esemplari aggiornati a metà anni '60 con dispositivi a infrarossi Philips, una mitragliatrice da 12,7 mm da aggiustamento del tiro e un supporto per una ruota di scorta sul retro della torretta. Nel 1969 le Browning M1919 sono state sostituite con FN MAG. Dal 1973 le radio sono state sostituite con radio Philips[42]
- Centurion Bruggenlegger: 17 Mk 5 convertiti in veicoli gettaponte tra il 1962 e il 1965 usando un ponte a forbice[42]
- Centurion Dozertank: 17 Mk 5 con cannone QF 17 lb convertiti in bulldozer dotandoli di pale meccaniche precedentemente installate su M4 Sherman. Una volta che le scorte di munizioni sono state terminate i cannoni sono stati rimossi e le torrette fissate al contrario con lanciagranate fumogene e luci ausiliarie[42]

### Sudafrica
- Skookian: prototipo di Centurion con motore Detroit Diesel o Continental AV1790-8 prodotto in 11 esemplari
- Semel: modifica con motore Continental AV1790-8 modificato e sistema di puntamento modificato prodotta in 35 esemplari
- Olifant Mk 1: modifica con un motore Continental AV1790-2AC da 750 hp, trasmissione Allison CD-850 automatica, un cannone sudafricano GT-3 da 105/51 mm derivato dal L7, luci allo xeno e cupola israeliana
- Olifant Mk 1A: nuovo sistema di puntamento a due canali con telemetro laser manuale e amplificatore di immagini per l'artigliere
- Olifant Mk 1B: sospensioni a barre di torsione, piastre aggiuntive sulla torretta e sui lati dello scafo, motore Continental da 950 hp, trasmissione AMTRA-3, sistema di puntamento computerizzato e telemetro laser
- Olifant Mk 2: torretta riprogettata e nuovo sistema di puntamentoUn Olifant Mk 2

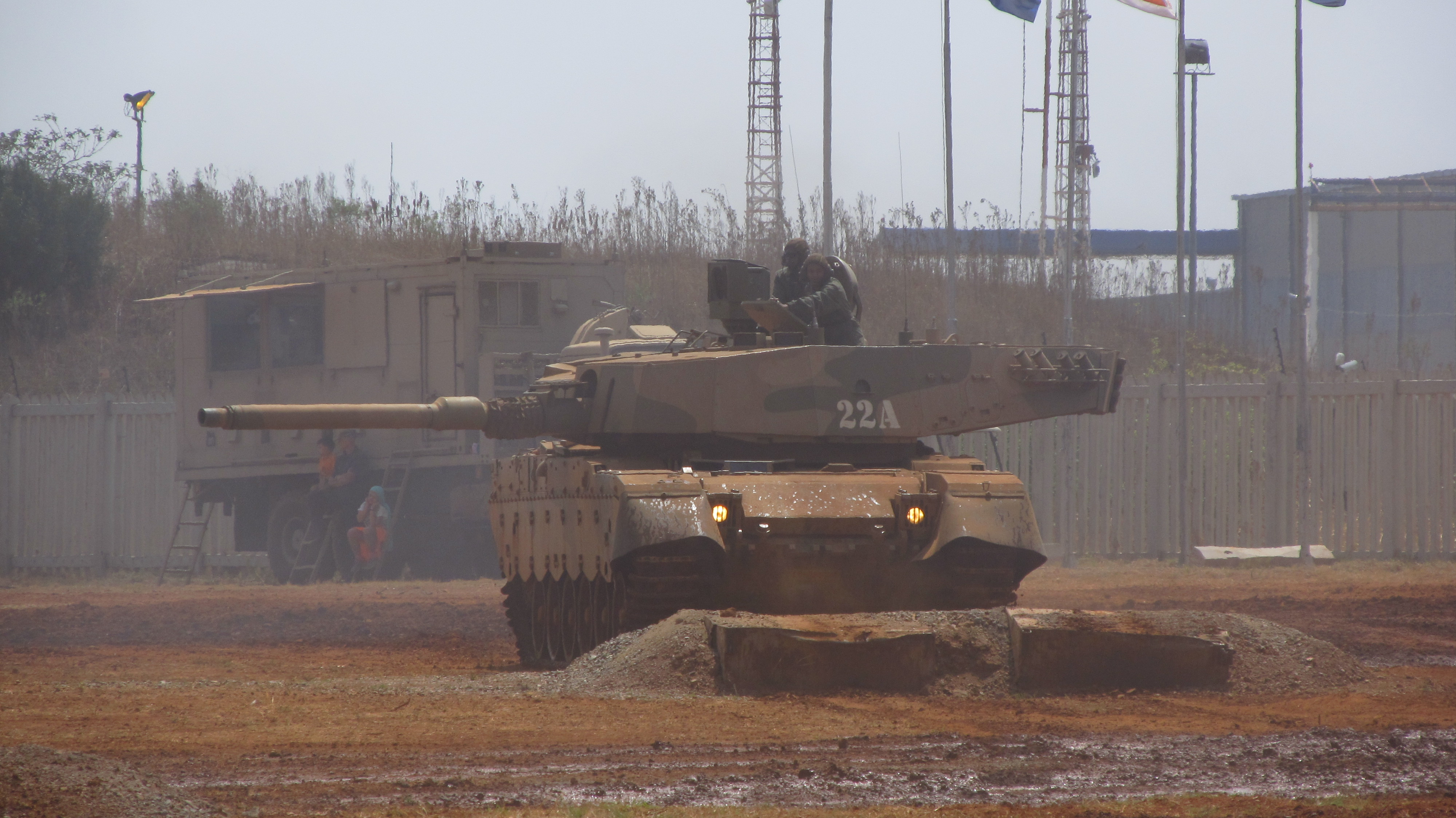
Un Olifant Mk 2

- Olifant ARV: 17 Centurion ARV aggiornati con motore Continental

### Svezia
- Stridsvagn 81: Centurion Mk 3 e Centurion Mk 5 con strumentazione e radio svedesi
- Stridsvagn 101: Centurion Mk 10 con strumentazione e radio svedesi
  - Stridsvagn 101R: aggiornamento di 110 Strv 101 con telemetro laser[43]
- Stridsvagn 102: aggiornamento degli Strv 81 con un cannone L7
  - Stridsvagn 102R: aggiornamento di 158 Strv 102 con corazzatura aumentata per garantire lo stesso livello di protezione del Strv 101, supporti per corazza reattiva e telemetro laser[43]
- Stridsvagn 104: 80 Strv 102 aggiornati con motore Continental AVDS1790-2AC e trasmissione Allison CD-850-6A
- Stridsvagn 105: prototipo di un Strv 102R con nuove sospensioni e sistema di puntamento
- Stridsvagn 106: progetto non prodotto di un Strv 101R con nuove sospensioni
- Bärgningsbandvagn 81: variante svedese del Centurion ARV Mk 2

### Svizzera
- Panzer 55: versione svizzera dei Centurion Mk 5 dotata di una mitragliatrice MG 51
- Panzer 57: versione svizzera dei Centurion Mk 7 e dei Centurion Mk 12 dotata di una mitragliatrice MG 51
- Panzer 55/60: aggiornamento del Panzer 55 con un cannone L7
- Panzer 57/60: aggiornamento del Panzer 57 con un cannone L7

## Operatori

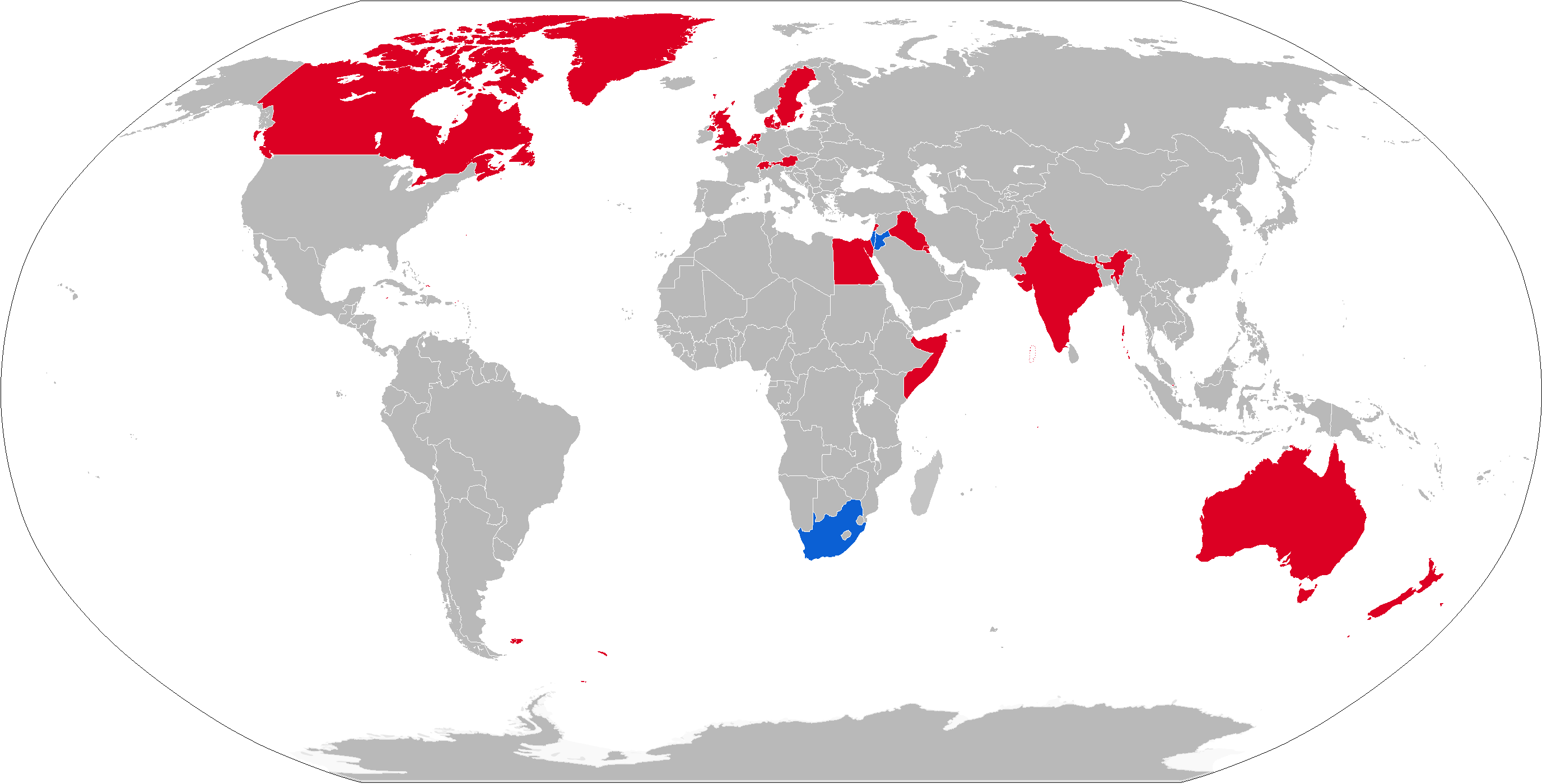
Operatori di Centurion: in blu quelli attuali, in rosso quelli passati

Australia
- Australian Army

Primo cliente estero del Centurion avendo acquistato nel 1950 117 Centurion Mk 3, 6 Centurion ARV Mk II, 4 gettaponti e 4 dozer, consegnati a partire dal 1952 e ritirati nel 1976. Negli anni '60 alcuni esemplari sono stati aggiornati a Mk 5 e successivamente a Mk 5/1.
 Austria
- Bundesheer

Circa 220 Centurion Mk 5/2 acquistati di seconda mano dai Paesi Bassi negli anni '80 le cui torrette sono state installate in postazioni fisse smantellate nel 2000.
 Canada
- Canadian Army

274 Centurion Mk 3 acquistati nel 1952, seguiti da altri esemplari. Nel 1971 risultavano in servizio 322 carri Mk 3, Mk 5 e Mk 11, 9 ARV e 4 AVLB. Ritirati definitivamente dal servizio nel 1979.
 Danimarca
- Hæren

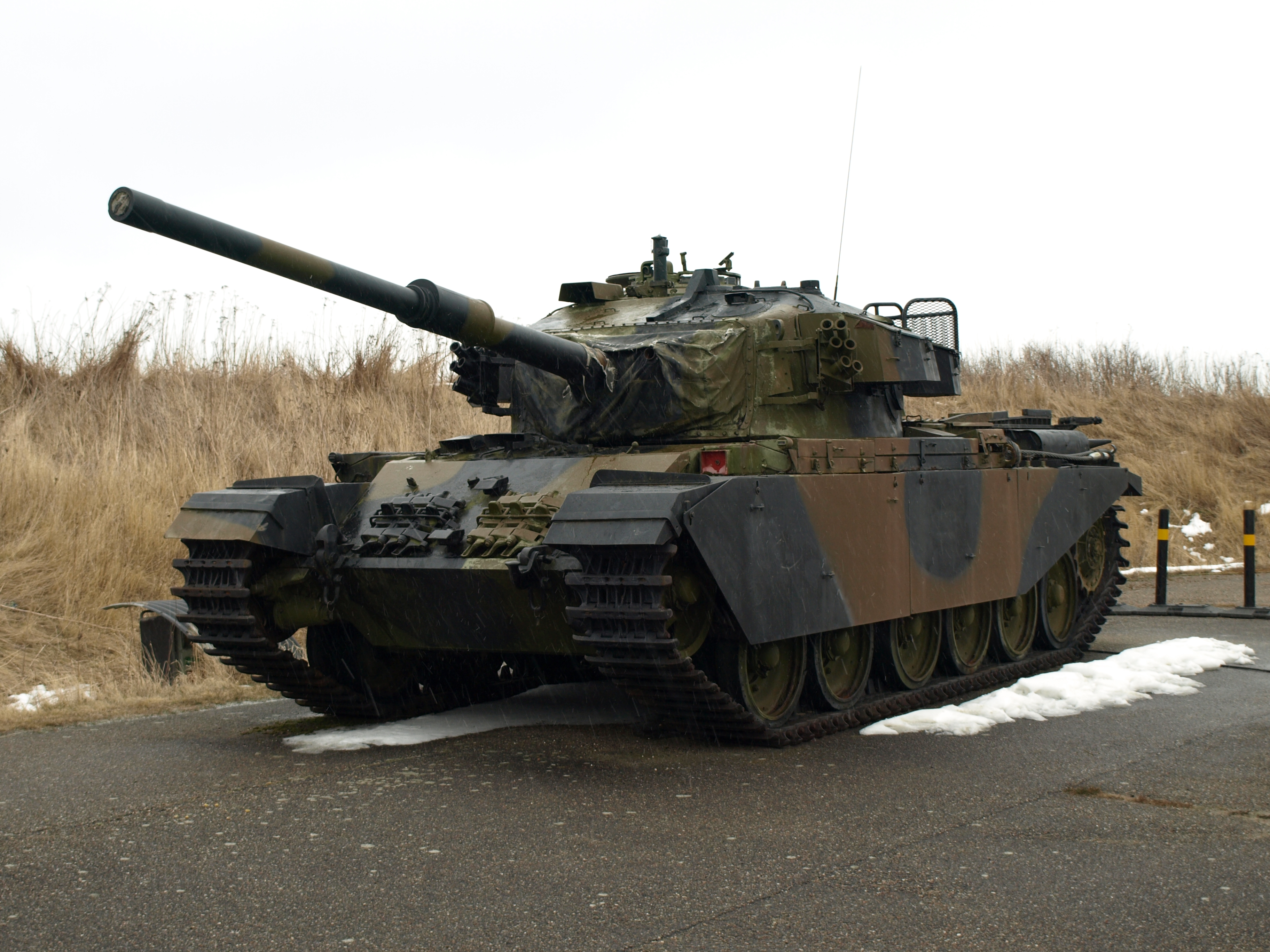
Un Centurion Mk 5 danese esposto in un museo

216 Centurion Mk 3 consegnati a partire dal 1953 e aggiornati a Mk 5 nel 1954, 106 aggiornati negli anni '60 con un cannone L7A1 da 105 mm e una mitragliatrice MG 3. A metà anni '80 la maggior parte dei carri dotati di cannone L7A1 ha ricevuto un nuovo sistema di puntamento con telemetro laser e mirino termico, mentre gli esemplari con il cannone originale da 84 mm sono stati relegati a cacciacarri. Nel 1985 90 esemplari sono stati aggiornati con un telemetro laser e con strumentazione per la visione notturna. Tutti gli esemplari sono stati ritirati a metà anni '90 e alcune torrette sono state installate in postazioni fisse. 16 Centurion ARV Mk 2 consegnati nel 1957 e 4 Centurion AVLB acquistati di seconda mano dal Canada e consegnati nel 1979 e ritirati dal servizio nel 1994.
 Egitto
- Al-Quwwāt al-Barriyyat al-Miṣriyya

Un numero non noto di esemplari è stato acquistato negli anni '50.
 Giordania
- Al-Quwwāt al-Barriyya al-Urdunniyya

293 Mk 5/2 acquistati a partire dagli anni '60. Tutti gli esemplari rimasti in servizio a inizio anni '80 sono stati aggiornati a Tariq entro il 1985. Alcuni scafi di Centurion sono stati utilizzati per costruire dei prototipi di veicoli trasporto truppe denominati Temsah e 4 scafi di Tariq sono stati riutilizzati per costruire i veicoli trasporto truppe pesanti Dawsar.
 India
- Esercito dell'India

 Iraq
- Al-Quwwat al-Barriyya al-ʿIrāqiyya

 Israele
- Zro'a Ha-Yabasha

20 tra Mk 3 e Mk 5 acquistati di seconda mano dal Regno Unito nel 1959 e designati Sho't, 16 Mk 8 nuovi consegnati all'inizio degli anni '60. 293 tra Centurion e Sho't in organico allo scoppio della guerra dei sei giorni. Circa 400 acquistati dopo la guerra del Kippur per compensare le perdite. Dopo essere stati ritirati, alcuni scafi sono stati utilizzati per creare i Nagmachon, i Nakpadon e i Puma.
 Kuwait
- Reale esercito del Kuwait

 Libano
- Esercito libanese

 Nuova Zelanda
- New Zealand Army

1 Centurion Mk 3 acquistato nel 1950 seguito da altri 2 nel 1953, 8 tra Mk 5 e Mk 5/1 e 1 ARV acquistati di seconda mano dal Regno Unito nel 1963. Ritirati dal servizio nel 1968. L'ARV e 7 carri sono stati venduti all'Australia, con questi ultimi usati come fonte di ricambi.
 Paesi Bassi
- Koninklijke Landmacht

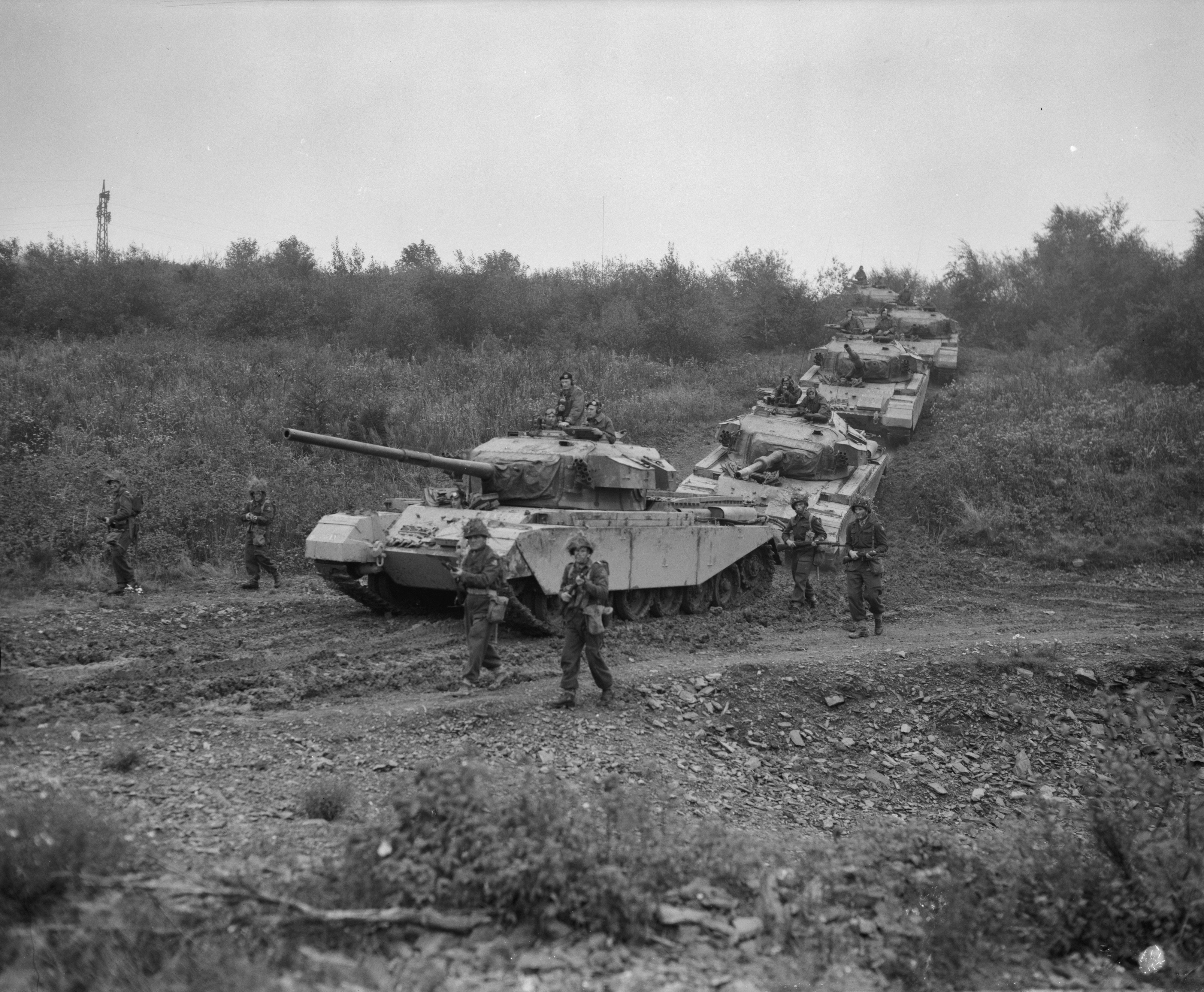
Centurion olandesi in Germania nel 1956

592 Mk 3 consegnati tra il 1953 e il 1956 e pagati dagli Stati Uniti come parte del Mutual Defense Assistance Program, tutti aggiornati a Mk 5 entro il 1956. 66 ARV Mk 2 acquistati tra il 1956 e il 1958. 70 Mk 7 consegnati tra il 1959 e il 1960 sempre come parte del Mutual Defence Assistance Program e mantenuti in riserva. Tra il 1961 e il 1972 343 Mk 5 sono stati aggiornati a Mk 5/2 con un cannone L7 da 105 mm e tra il 1966 e il 1969 19 Mk 7 hanno subito lo stesso aggiornamento, tra il 1962 e il 1965 17 Mk 5 sono stati convertiti in veicoli gettaponte e altri 17 in bulldozer. I Centurion iniziarono a essere ritirati a partire dal 1983, alcuni vennero restituiti agli Stati Uniti e altri furono acquistati dall'Austria.
 Regno Unito
- British Army

 Singapore
- Esercito di Singapore

63 Centurion Mk 3 e Mk 7 acquistati di seconda mano dall'India nel 1975 seguiti da altri acquistati da Israele tra il 1993 e il 1994.
 Somalia
- Esercito nazionale somalo

Almeno 32 Centurion consegnati nel 1979, probabilmente dal Kuwait.
 Svezia
- Esercito svedese

80 Mk 3, designati Strv 81, acquistati nel 1952 e consegnati tra il 1953 e il 1955, altri 160 Mk 3 acquistati nel 1955 e consegnati tra il 1955 e il 1957 dopo essere stati aggiornati a Mk 5. Tutti i 240 Strv 81 sono stati aggiornati a Strv 102 all'inizio degli anni '60 con un cannone L7 da 105 mm. 110 Mk 10, designati Strv 101, sono stati consegnati tra il 1959 e il 1960, di cui 80 sono stati aggiornati a Strv 104 tra il 1983 e il 1987. Gli Strv 101 e gli Strv 102 sono stati ritirati dal servizio negli anni '90, gli Strv 104 nel 2001.
 Svizzera
- Esercito svizzero

100 Centurion Mk 5, designati Panzer 55, acquistati nel 1955 e consegnati nel 1957, anno in cui vennero acquistati 100 Centurion Mk 7, designati Panzer 57. Altri 100 Mk 5 e 11 ARV sono stati acquistati di seconda mano dal Sudafrica nel 1960, 12 Mk 12 sono stati acquistati dal Regno Unito nel 1976. Tutti gli esemplari sono stati aggiornati con un cannone L7 da 105 mm e classificati Panzer 55/60 o Panzer 57/60. Ritirati dal servizio tra il 1991 e il 1993. 30 ARV Mk 2 sono stati acquistati tra il 1955 e il 1960 e ritirati nel 1991. Un Pz. 55 ex sudafricano è stato convertito in veicolo gettaponte tra il 1961 e il 1963 per utilizzarlo per test.
 Sudafrica
- South African Army

203 Centurion, di cui 87 Mk 3 e 116 Mk 5, e 17 Centurion ARV Mk 2 acquistati a inizio anni '50, con i primi due consegnati nel 1952 e i restanti a partire dal 1956. I Centurion Mk 3 sono stati aggiornati a Mk 5. 100 Mk 5 e 11 Centurion ARV sono stati venduti alla Svizzera nel 1961. Negli anni '70 sono stati acquistati circa 200 scafi di Centurion dall'India e dalla Giordania. A partire dal 1976 i Centurion rimanenti sono stati aggiornati a Olifant. Circa 5 Olifant Mk 1B e 26 Olifant Mk 2 in servizio nel 2021.